# Thitu
L'Illa Thitu (en Tagal: Pagasa, xinès simplificat: 中 业 岛, xinès tradicional: 中 业 岛, pinyin: Zhōngyè dǎo; vietnamita: Đảo Thi El teu), amb una superfície de 37,2 hectàrees (0,37 km²) és la segona illa més gran de totes les Illes Spratly i la més gran d'aquest grup de les ocupades per Filipines. Funciona com una població o poble de la Municipalitat de Kalayaan, un municipi de la província de Palawan (una divisió administrativa de les Filipines). Es troba a unes 300 milles (483 quilòmetres) a l'oest de la ciutat de Port Princess, la capital de Palawan. És reclamada a part de la Xina, per Taiwan i Vietnam. Pagasa és la paraula usada en tagal per a l'esperança.

## Història
Va ser ocupada per les Filipines el 1968. Sent una de les illes més grans, just després de l'illa Itu Aba (ocupada pels taiwanesos), amb 46 hectàrees, està protegida per les forces militars de les Filipines. Xina, Taiwan i Vietnam també reclamen aquesta illa. 40 d'un total de 60 soldats filipins estacionats en totes les illes ocupades es troben assignats a l'illa de Pagasa. Té una pista d'aterratge (camp d'aviació Rancudo), que serveix tant a les necessitats militars com a les comercials de transport locals. És l'única pista d'aterratge en tota la cadena Spratly que pot acomodar aeronaus de grans dimensions, com per exemple els avions de càrrega C-130 de la Força Aèria de les Filipines (PAF). La PAF envia regularment avions de combat des de Palawan per fer missions de reconeixement sobre les regions de les Filipines i en la fiscalització en la cadena de Spratly. La presència d'una pista d'aterratge construïda a l'Illa de Pagasa fa aquestes missions de reconeixement més senzilles.